# Tony Haddou
Tony Haddou, född 15 juni 1989 i Västra Frölunda församling i Göteborg, är en svensk politiker (vänsterpartist). Han är ordinarie riksdagsledamot sedan 2018, invald för Göteborgs kommuns valkrets. Haddou är Vänsterpartiets migrationspolitiska talesperson och har bland annat drivit frågan att Sverige ska ta emot ryska desertörer från kriget i Ukraina.
Haddou har tidigare arbetat för Rädda Barnen. Som tidigare ledamot av skatteutskottet har han bland annat varit engagerad i frågor om att stoppa skatteflykten.